# Talaura
Talaura (segons les fonts literàries; en grec antic: Τάλαυρα) o Tàulara (segons les fonts epigràfiques; en grec antic: ΤΑΥΛΑΡΑ) fou una plaça forta situada al cim d'una muntanya del Pont on Mitridates VI Eupàtor va amagar els seus tresors durant les seves guerra contra Roma, fins on el general romà Luci Licini Lucul·le el va perseguir el 72 aC però no hi va combatre. Com que en cap altre moment històric no s'esmenta aquest indret, hi ha autors moderns que suposen que és el mateix que Gaziura, a l'actual Turhal. Aquesta població va batre moneda a l'antiguitat.